# MLB All-Star Game 1953
MLB All-Star Game 1953 – 20. Mecz Gwiazd ligi MLB, który rozegrano 14 lipca 1953 roku na stadionie Crosley Field w Cincinnati. Mecz zakończył się zwycięstwem National League All-Stars 5–1. Spotkanie obejrzało 30 846 widzów.

## Wyjściowe składy
| American League | American League  | American League | American League | National League | National League  | National League | National League |
| #               | Zawodnik         | Klub            | Pozycja         | #               | Zawodnik         | Klub            | Pozycja         |
| --------------- | ---------------- | --------------- | --------------- | --------------- | ---------------- | --------------- | --------------- |
| 1               | Billy Goodman    | Red Sox         | 2B              | 1               | Pee Wee Reese    | Dodgers         | SS              |
| 2               | Mickey Vernon    | Senators        | 1B              | 2               | Red Schoendienst | Cardinals       | 2B              |
| 3               | Hank Bauer       | Yankees         | RF              | 3               | Stan Musial      | Cardinals       | LF              |
| 4               | Mickey Mantle    | Yankees         | CF              | 4               | Ted Kluszewski   | Reds            | 1B              |
| 5               | Al Rosen         | Indians         | 3B              | 5               | Roy Campanella   | Dodgers         | C               |
| 6               | Gus Zernial      | Athletics       | LF              | 6               | Eddie Mathews    | Braves          | 3B              |
| 7               | Yogi Berra       | Yankees         | C               | 7               | Gus Bell         | Reds            | CF              |
| 8               | Chico Carrasquel | White Sox       | SS              | 8               | Enos Slaughter   | Cardinals       | RF              |
| 9               | Billy Pierce     | White Sox       | P               | 9               | Robin Roberts    | Phillies        | P               |

| American League                                                       | 0 | 0 | 0 | 0 | 0 | 0 | 0 | 0 | 1 | 1 | 5  | 0 |
| National League                                                       | 0 | 0 | 0 | 0 | 2 | 0 | 1 | 2 | X | 5 | 10 | 0 |
| WP: Warren Spahn (1–0) LP: Allie Reynolds (0–1) SV: Murry Dickson (1) |   |   |   |   |   |   |   |   |   |   |    |   |

## Składy
| Miotacze - Murry Dickson (1) - Harvey Haddix (1) - Robin Roberts (4) - Curt Simmons (2) - Warren Spahn (6) - Gerry Staley (2) - Hoyt Wilhelm (1) Łapacze - Roy Campanella (5) - Del Crandall (4) - Clyde McCullough (2) - Del Rice (4) - Wes Westrum (2) |  | Wewnątrzpolowi - Granny Hamner (2) - Gil Hodges (5) - Ted Kluszewski (1) - Eddie Mathews (1) - Pee Wee Reese (9) - Jackie Robinson (5) - Red Schoendienst (7) - Davey Williams (1) Zapolowi - Richie Ashburn (3) - Gus Bell (1) - Ralph Kiner (6) - Stan Musial (10) - Enos Slaughter (10) - Duke Snider (4) |  | Menadżer - Chuck Dressen Trenerzy - Billy Herman - Cookie Lavagetto - Jake Pitler |

| Miotacze - Mike Garcia (2) - Bob Lemon (6) - Satchel Paige (2) - Billy Pierce (1) - Allie Reynolds (4) - Johnny Sain (3) Łapacze - Yogi Berra (6) - Sammy White (1) |  | Wewnątrzpolowi - Ferris Fain (4) - Nellie Fox (3) - Billy Goodman (2) - Billy Hunter (1) - George Kell (7) - Harvey Kuenn (1) - Johnny Mize (10) - Phil Rizzuto (5) - Eddie Robinson (4) - Al Rosen (2) - Mickey Vernon (3) Zapolowi - Hank Bauer (2) - Larry Doby (5) - Mickey Mantle (2) - Minnie Miñoso (3) - Ted Williams (10) - Gus Zernial (1) |  | Menadżer - Casey Stengel Trenerzy - Lou Boudreau - Jim Turner |

- W nawiasie podano liczbę powołań do All-Star Game.